# Славен Кнезовић
Славен Кнезовић (рођен 4. марта 1968) је босанскохерцеговачки глумац.

## Филмографија
- "Куд пукло да пукло" као инспектор Ракић (2014.- 2015)
- "Stella" (2013)
- "Ларин избор" као црногорски полицајац (2013)
- "Проводи и спроводи" као горила # 1 (2011)
- "Ружа вјетрова" као Борис Шимић (2011)
- "Циркус Колумбија" као Миро (2010)
- "Периферија city" као менаџер (2010)
- "Мамутица" као Јозо Кљаић (2010)
- "Кућни љубимци" као Анте (2009 .- 2010)
- "Најбоље године" као Луиђи (2009)
- "Закон!" Као лопов (2009)
- "Све ће бити добро" као таксиста (2008)
- "Брачне воде" као Роберт Марић (2008)
- "Заувијек сусједи" као Јозо "Гроф" Бубало (2007.- 2008)
- "Завера" као Ференчак (2007 .- 2008)
- "Печат" (2008)
- "Понос Раткајевих" (2007)
- "Наша мала клиника" као господин Заморац (2007)
- "Цимер фрај" као Ибрахим (2007)
- "Обични људи" као Мрва (2007)
- "Битанге и принцезе" као Стипе Зовко (2006)
- "Љубав у залеђу" као Мирко Лучић (2005.- 2006)
- "Перионица" као Иван (2005)
- "Вилла Мариа" као инспектор Алојзије "Мишко" Мишетић (2004.- 2005)
- "Испрани" (1995)